# Sybra narai
Sybra narai är en skalbaggsart som beskrevs av Hayashi 1976. Sybra narai ingår i släktet Sybra och familjen långhorningar.
Artens utbredningsområde är Taiwan. Inga underarter finns listade i Catalogue of Life.